# Crestone
Crestone je obec ve státě Colorado ve Spojených státech amerických. Při sčítání v roce 2000 měla jen 73 obyvatel, nicméně jedná se o statutární městečko.
V městečku a jeho okolí je neobvykle silné zastoupení různých náboženských center, je zde hinduistický chrám, zenové středisko, karmelitánský klášter, několik středisek tibetského buddhismu a další.